# Formel 1-VM 1986
Formel 1-VM 1986 hade 16 deltävlingar som kördes under perioden 23 mars-26 oktober. Förarmästerskapet vanns av fransmannen Alain Prost och konstruktörsmästerskapet av Williams-Honda. 

## Vinnare
- Förare:  Alain Prost, Frankrike, McLaren-TAG
- Konstruktör:  Williams-Honda, Storbritannien

## Grand Prix 1986
| Grand Prix                 | Datum        | Bana              | Vinnande förare | Vinnande tillverkare |   |
| -------------------------- | ------------ | ----------------- | --------------- | -------------------- | - |
| Brasiliens Grand Prix      | 23 mars      | Jacarepagua       | Nelson Piquet   | Williams-Honda       | * |
| Spaniens Grand Prix        | 13 april     | Jerez             | Ayrton Senna    | Lotus-Renault        | * |
| San Marinos Grand Prix     | 27 april     | Imola             | Alain Prost     | McLaren-TAG          | * |
| Monacos Grand Prix         | 11 maj       | Monte Carlo       | Alain Prost     | McLaren-TAG          | * |
| Belgiens Grand Prix        | 25 maj       | Spa-Francorchamps | Nigel Mansell   | Williams-Honda       | * |
| Kanadas Grand Prix         | 15 juni      | Montréal          | Nigel Mansell   | Williams-Honda       | * |
| USA:s Grand Prix           | 22 juni      | Detroit           | Ayrton Senna    | Lotus-Renault        | * |
| Frankrikes Grand Prix      | 6 juli       | Paul Ricard       | Nigel Mansell   | Williams-Honda       | * |
| Storbritanniens Grand Prix | 13 juli      | Brands Hatch      | Nigel Mansell   | Williams-Honda       | * |
| Tysklands Grand Prix       | 27 juli      | Hockenheimring    | Nelson Piquet   | Williams-Honda       | * |
| Ungerns Grand Prix         | 10 augusti   | Hungaroring       | Nelson Piquet   | Williams-Honda       | * |
| Österrikes Grand Prix      | 17 augusti   | Österreichring    | Alain Prost     | McLaren-TAG          | * |
| Italiens Grand Prix        | 7 september  | Monza             | Nelson Piquet   | Williams-Honda       | * |
| Portugals Grand Prix       | 21 september | Estoril           | Nigel Mansell   | Williams-Honda       | * |
| Mexikos Grand Prix         | 12 oktober   | Mexico City       | Gerhard Berger  | Benetton-BMW         | * |
| Australiens Grand Prix     | 26 oktober   | Adelaide          | Alain Prost     | McLaren-TAG          | * |

## Stall, nummer och förare 1986
| Stall/Tillverkare                 | Nummer | Förare                                 |
| --------------------------------- | ------ | -------------------------------------- |
| AGS-Motori Moderni                | 31     | Ivan Capelli, Italien                  |
| Arrows-BMW                        | 17     | Marc Surer, Schweiz                    |
| Arrows-BMW                        | 17     | Christian Danner, Tyskland             |
| Arrows-BMW                        | 18     | Thierry Boutsen, Belgien               |
| Benetton-BMW                      | 19     | Teo Fabi, Italien                      |
| Benetton-BMW                      | 20     | Gerhard Berger, Österrike              |
| Brabham-BMW                       | 7      | Riccardo Patrese, Italien              |
| Brabham-BMW                       | 8      | Elio de Angelis, Italien               |
| Brabham-BMW                       | 8      | Derek Warwick, Storbritannien          |
| Ferrari                           | 27     | Michele Alboreto, Italien              |
| Ferrari                           | 28     | Stefan "Lill-Lövis" Johansson, Sverige |
| Ligier-Renault                    | 25     | Rene Arnoux, Frankrike                 |
| Ligier-Renault                    | 26     | Jacques Laffite, Frankrike             |
| Ligier-Renault                    | 26     | Philippe Alliot, Frankrike             |
| Lotus-Renault                     | 11     | Johnny Dumfries, Storbritannien        |
| Lotus-Renault                     | 12     | Ayrton Senna, Brasilien                |
| McLaren-TAG                       | 1      | Alain Prost, Frankrike                 |
| McLaren-TAG                       | 2      | Keke Rosberg, Finland                  |
| Minardi-Motori Moderni            | 23     | Andrea de Cesaris, Italien             |
| Minardi-Motori Moderni            | 24     | Alessandro Nannini, Italien            |
| Osella-Alfa Romeo                 | 21     | Piercarlo Ghinzani, Italien            |
| Osella-Alfa Romeo                 | 22     | Christian Danner, Tyskland             |
| Osella-Alfa Romeo                 | 22     | Allen Berg, Kanada                     |
| Osella-Alfa Romeo                 | 22     | Alex Caffi, Italien                    |
| Team Haas (Lola-Hart & Lola-Ford) | 15     | Alan Jones, Australien                 |
| Team Haas (Lola-Hart & Lola-Ford) | 16     | Patrick Tambay, Frankrike              |
| Team Haas (Lola-Hart & Lola-Ford) | 16     | Eddie Cheever, USA                     |
| Tyrrell-Renault                   | 3      | Martin Brundle, Storbritannien         |
| Tyrrell-Renault                   | 4      | Philippe Streiff, Frankrike            |
| Williams-Honda                    | 5      | Nigel Mansell, Storbritannien          |
| Williams-Honda                    | 6      | Nelson Piquet, Brasilien               |
| Zakspeed                          | 14     | Jonathan Palmer, Storbritannien        |
| Zakspeed                          | 29     | Huub Rothengatter, Nederländerna       |

## Slutställning förare 1986
| Placering | Förare           | Konstruktör           | Poäng |
| --------- | ---------------- | --------------------- | ----- |
| 1         | Alain Prost      | McLaren-TAG           | 72    |
| 2         | Nigel Mansell    | Williams-Honda        | 70    |
| 3         | Nelson Piquet    | Williams-Honda        | 69    |
| 4         | Ayrton Senna     | Lotus-Renault         | 55    |
| 5         | Stefan Johansson | Ferrari               | 23    |
| 6         | Keke Rosberg     | McLaren-TAG           | 22    |
| 7         | Gerhard Berger   | Benetton-BMW          | 17    |
| 8         | Jacques Laffite  | Ligier-Renault        | 14    |
| 9         | Michele Alboreto | Ferrari               | 14    |
| 10        | Rene Arnoux      | Ligier-Renault        | 14    |
| 11        | Martin Brundle   | Tyrrell-Renault       | 8     |
| 12        | Alan Jones       | Lola-Hart & Lola-Ford | 4     |
| 13        | Johnny Dumfries  | Lotus-Renault         | 3     |
| 14        | Philippe Streiff | Tyrrell-Renault       | 3     |
| 15        | Patrick Tambay   | Lola-Hart & Lola-Ford | 2     |
| 16        | Teo Fabi         | Benetton-BMW          | 2     |
| 17        | Riccardo Patrese | Brabham-BMW           | 2     |
| 18        | Christian Danner | Arrows-BMW            | 1     |
| 19        | Philippe Alliot  | Ligier-Renault        | 1     |

## Slutställning konstruktörer 1986
| Placering | Konstruktör            | Poäng |
| --------- | ---------------------- | ----- |
| 1         | Williams-Honda         | 141   |
| 2         | McLaren-TAG            | 96    |
| 3         | Lotus-Renault          | 58    |
| 4         | Ferrari                | 37    |
| 5         | Ligier-Renault         | 29    |
| 6         | Benetton-BMW           | 19    |
| 7         | Tyrrell-Renault        | 11    |
| 8         | Lola-Ford              | 6     |
| 9         | Brabham-BMW            | 2     |
| 10        | Arrows-BMW             | 1     |
| 11        | Zakspeed               | 0     |
| =         | Minardi-Motori Moderni | 0     |
| =         | Lola-Hart              | 0     |
| =         | Osella-Alfa Romeo      | 0     |
| =         | AGS-Motori Moderni     | 0     |